# Polycentropus vernus
Polycentropus vernus là một loài Trichoptera trong họ Polycentropodidae. Chúng phân bố ở miền Tân bắc.